# White Alice Communications System

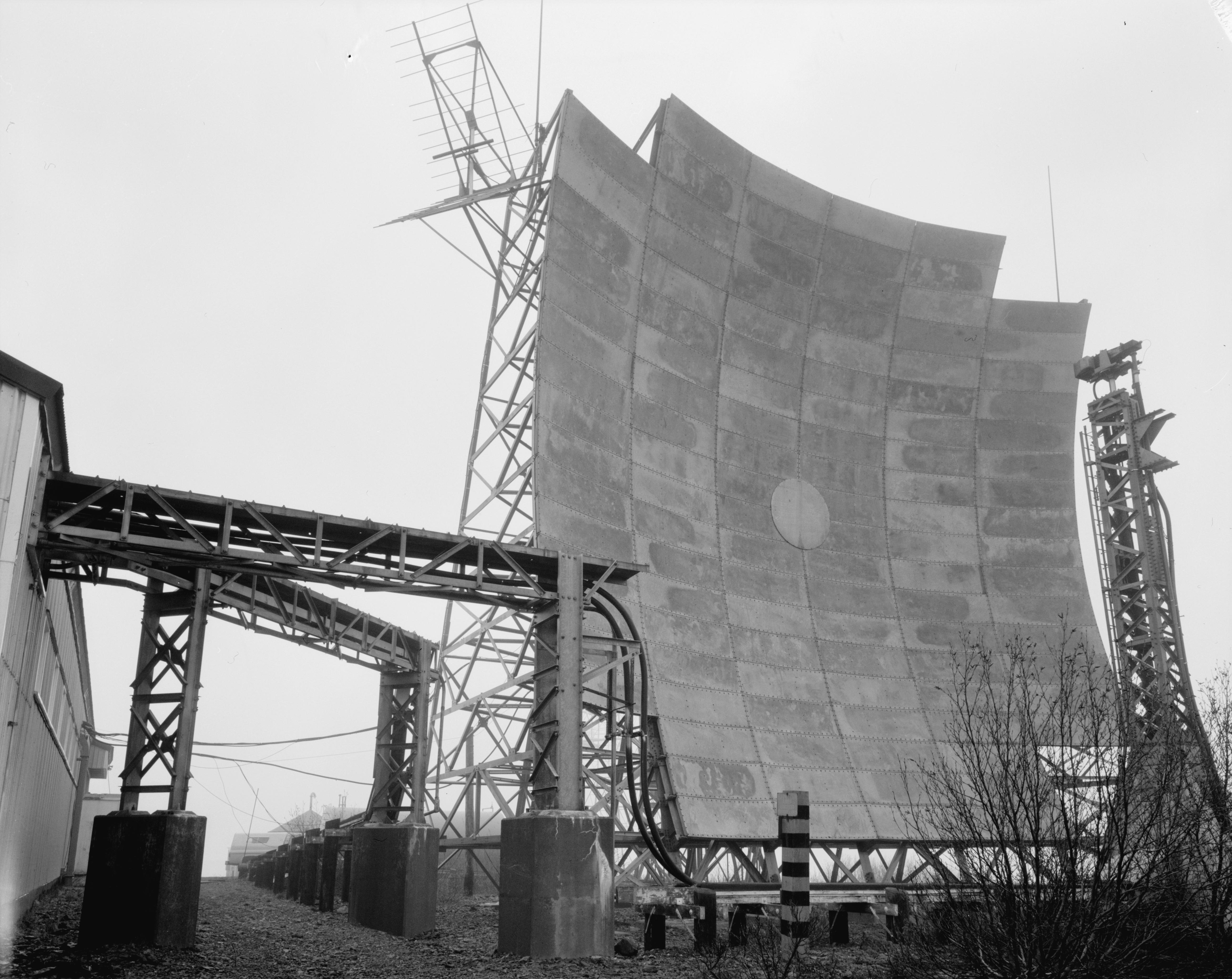
Boswell Bay, site du système White Alice

Le système de communication White Alice (en anglais : White Alice Communications System, WACS, surnom: "White Alice") était un réseau de télécommunication de l'armée de l'air des États-Unis comptant 80 stations de radio construites en Alaska pendant la guerre froide. Il a utilisé la diffusion troposphérique pour les liaisons trans-horizon et les ondes courtes pour les liaisons en visibilité directe plus courtes. Les sites étaient caractérisés par de grandes antennes paraboliques à diffusion troposphérique ainsi que par des antennes paraboliques plus petites pour les liaisons point à point.
Le système connectait des sites distants de la Force aérienne en Alaska, tels que les systèmes de contrôle et d'alerte des avions (AC&W), la ligne DEW et le Ballistic Missile Early Warning System (BMEWS), afin de commander et de contrôler les installations, et était utilisé dans certains cas pour transmettre des appels téléphoniques civils. Le système était avancé à l'époque, mais est devenu obsolète 20 ans après avec l'avènement des communications par satellite.

## Contexte

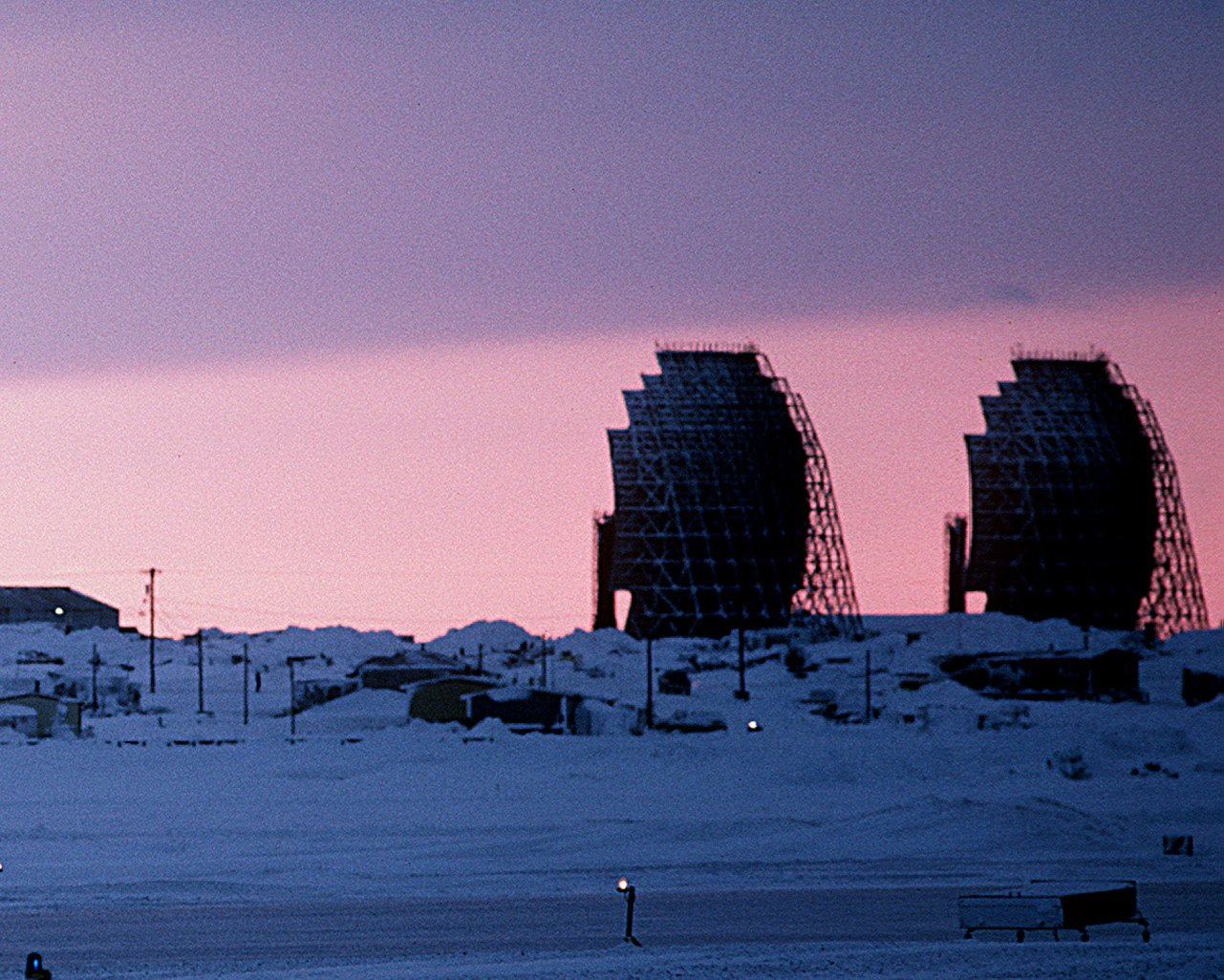
Antenne troposphérique du système White Alice à Barter Island

White Alice a été conçu dans les années 1950, alors que l’Alaska ne disposait que de systèmes de communication téléphoniques de base. Par exemple, avant White Alice, un seul appel à la fois pouvait être passé de Nome à Fairbanks.
L’armée de l’air a construit le système de communication White Alice avec de nombreuses installations dans l’état afin de fournir des communications fiables vers des régions éloignées, isolées et souvent accidentées. La construction a commencé en 1955 et le système a été lancé en 1958. Finalement, 71 systèmes ont été installés partout en Alaska. White Alice a été conçue par Western Electric, et entretenue par des entrepreneurs civils. En 1976, le WACS a été loué à RCA Alascom. À la fin des années 1970, la plus grande partie du système était désactivée.
Dans les années 1950, l'armée de l'air utilisait deux noms de code pour le projet, et White Alice fut celui retenu. Il est à peu près certain que White a été utilisé pour indiquer les sites enneigés arctiques que le système desservirait. Cependant, l’origine du terme Alice n’est pas claire. Certaines sources suggèrent qu'Alice est un acronyme pour ALaska Integrated Communications Enterprise. D'autres sources suggèrent que le système s'appellerait Alice White s'il n'y avait pas eu d'actrice portant ce nom à l'époque. Ainsi, il a été inversé à White Alice. Il est également possible que le nom de code White Alice ait été sélectionné sans raison particulière.

## Construction

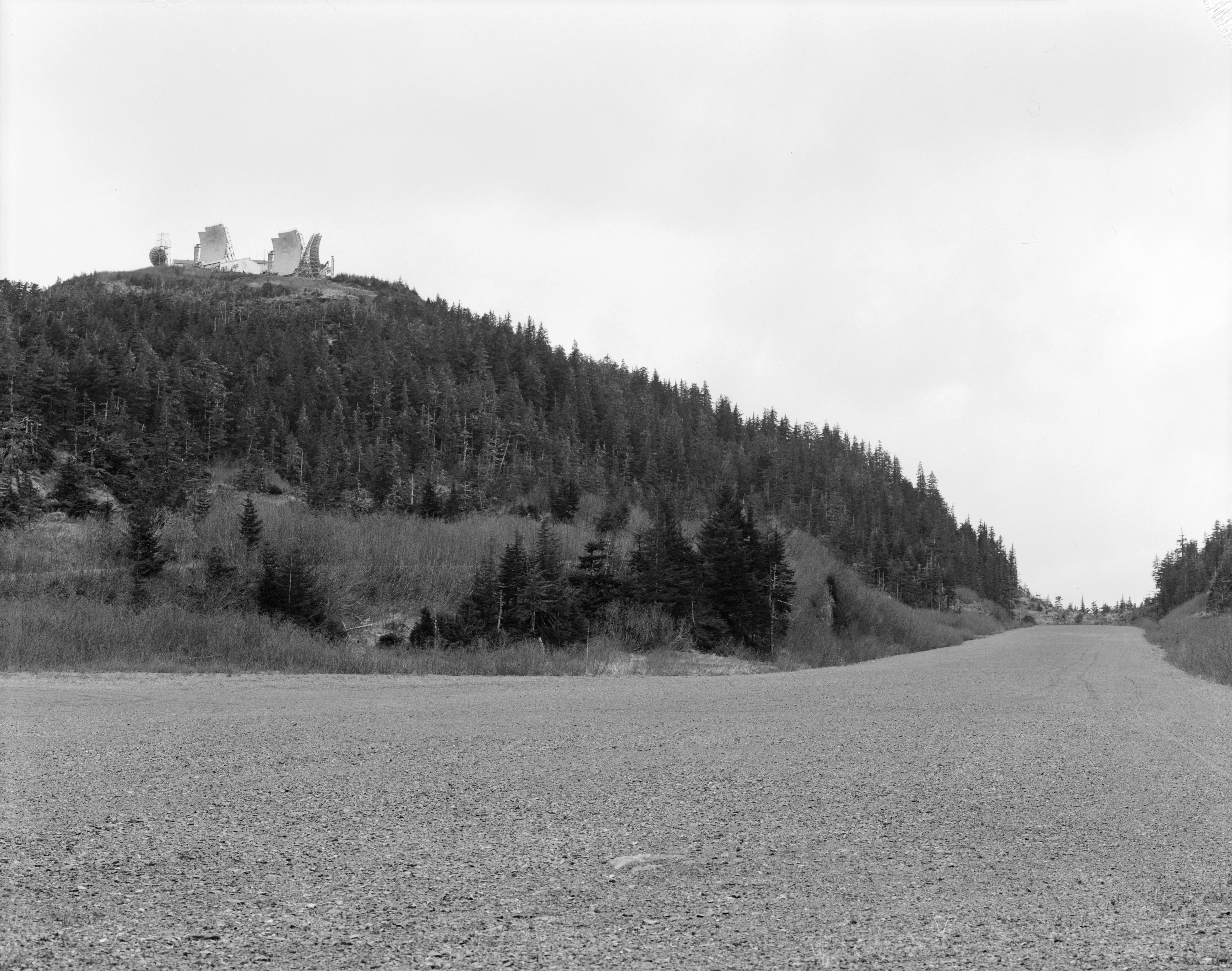
Vue d'ensemble du site de Boswell Bay, en Alaska, montrant à quel point les sites étaient éloignés.

Le corps du génie de l'armée des États-Unis (USACE), district d'Alaska, a étudié et sélectionné chacun des sites d'origine. Il a également construit 11 des 31 sites d'origine. Le processus de sélection a nécessité que les équipes de prospection testent le chemin de propagation en installant des tours de communication sur chaque site distant pendant les mois d’hiver. Certains des sites étaient facilement accessibles, mais la plupart d'entre eux étaient loin de la civilisation sur des pics montagneux reculés. 14 tonnes d'équipement ont été transportées par traîneaux ou par hélicoptères pour inspecter les sites.
La construction était extrêmement coûteuse, avec des estimations initiales d'environ 30 millions de dollars, mais la première phase a coûté plus de 110 millions de dollars. Le projet Stretchout a coûté plus de 300 millions de dollars. Une partie de ces dépenses était due à la sous-estimation des besoins en maintenance de Western Electric. Ils avaient initialement estimé qu’un site unique nécessiterait six personnes et un générateur de 25 kW. Cependant, chaque site nécessitait 20 personnes et 120 à 180 kW d'énergie électrique pour fonctionner. Dans les zones reculées, un aérodrome a été construit pour acheminer des fournitures sur les sites. Comme l’électricité n’était pas disponible sur les sites, il a fallu installer des générateurs diesel et des réservoirs de carburant, ainsi que des locaux pour les techniciens. Les sites situés au sommet des montagnes avaient un camp supérieur avec les équipements électroniques et un camp inférieur avec des installations de soutien. Celles-ci étaient parfois reliées par un système de téléphérique. Outre les équipements de support, un site de répétition White Alice typique est constitué de quatre antennes paraboliques troposphériques, regroupées par paires dans deux directions opposées se faisant face pour recevoir et transmettre des informations des sites adjacents.

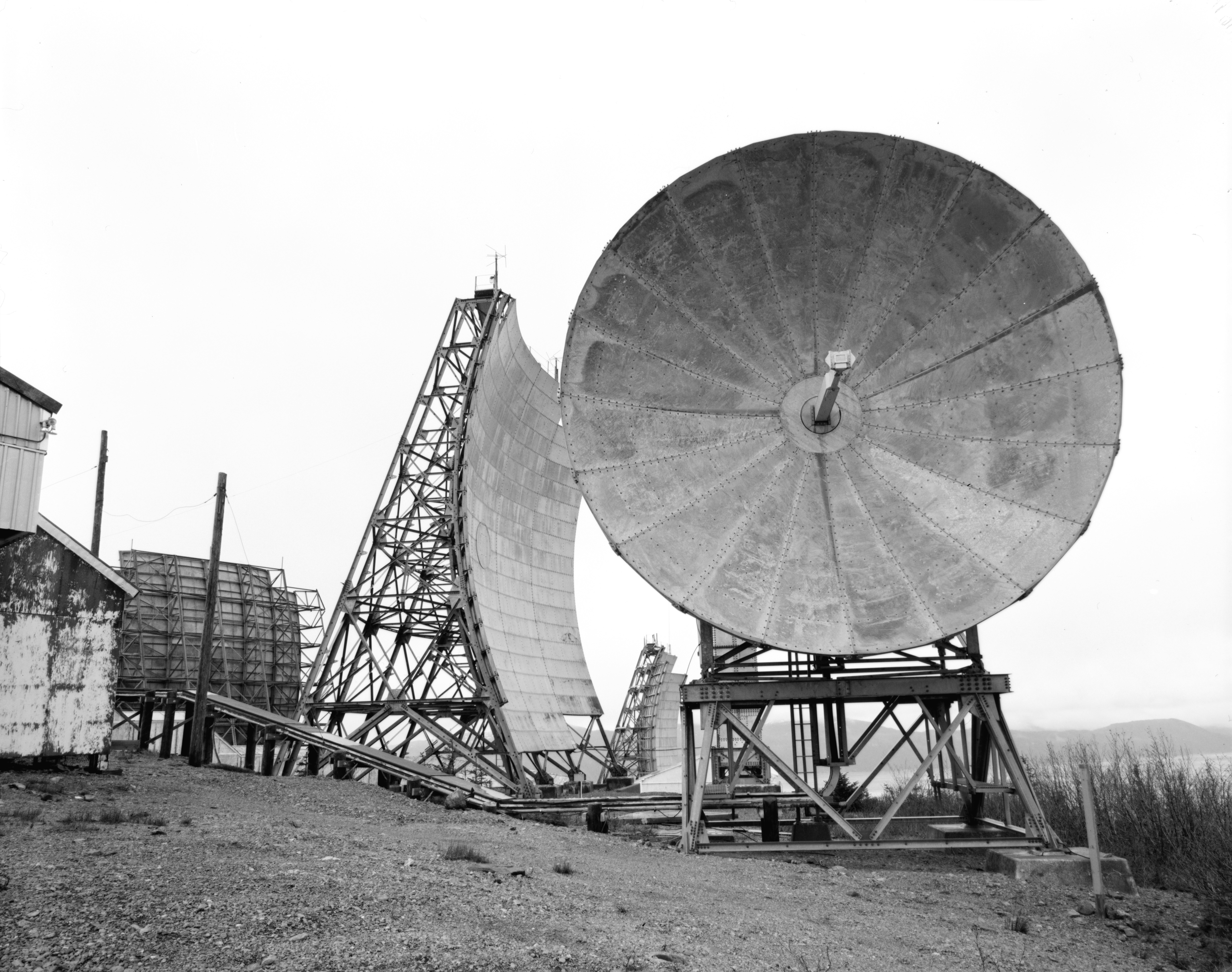
Site de Boswell Bay en Alaska

## Mise hors service et conséquences
Après 1970, le WACS a été transféré du contrôle de la Force aérienne à RCA Alascom et a été utilisé à des fins civiles jusqu’à la fin des années 1970, date à laquelle il a été remplacé par des stations terriennes de communication par satellite. La dernière liaison troposphérique, de la baie Boswell au lac Neklasson, a été utilisée jusqu'en janvier 1985 pour relier l'île Middleton au réseau. Le vandalisme, les conditions dangereuses et les préoccupations environnementales ont amené le ministère de la Défense à enlever des structures physiques sur les sites entre la fin des années 1980 et le début des années 2000. Plusieurs anciens sites White Alice et installations co-implantées sont devenus des sites contaminés gérés par le Département de la protection de l'environnement de l'Alaska. Il est probable que le coût du nettoyage de certains sites dépassera de loin le coût de la construction.